# پیروفیت سور سن
شهر پیروفیت سور سن (به فرانسوی: Pierrefitte-sur-Seine) در شهرستان سن-سن-دنی در ناحیه ایل-دو-فرانس با جمعیت ۲۷٬۵۳۲ نفر در کشور فرانسه واقع شده‌است